# Layes Abdullayeva
Layes Abdullayeva (Etiopía, 29 de mayo de 1991) es una atleta azerbaiyana de origen etíope especializada en la prueba de 3000 m, en la que consiguió ser medallista de bronce europea en pista cubierta en 2011.

## Carrera deportiva
En el Campeonato Europeo de Atletismo en Pista Cubierta de 2011 ganó la medalla de bronce en los 3000 metros, con un tiempo de 9:00.37 segundos, tras la británica Helen Clitheroe y la polaca Lidia Chojecka (plata).